# Кошта, Диогу
Диогу Мейрелиш да Кошта (порт. Diogo Meireles da Costa; род. 19 сентября 1999) — португальский футболист, вратарь и капитан клуба «Порту». Игрок сборной Португалии. Участник чемпионата мира 2022 и чемпионата Европы 2024.

## Клубная карьера
Диогу является воспитанником скромного клуба «Повоа». Он выступал за детские команды этого клуба до 2011 года. В 2011 году Диогу перешёл в стан «Порту» и прошёл через юниорские и юношеские команды «драконов».

## Карьера в сборной
Диогу выступает за юношеские сборные Португалии. В составе юношеской сборной до 17 лет он принимал участие на юношеском чемпионате Европы 2016 года. Диогу принял участие во всех шести встречах этого первенства и пропустил лишь один мяч (в финальном матче), сохраняя свои ворота «сухими» пять встреч подряд. Его сборная выиграла турнир, обыграв испанцев в серии пенальти, Диогу удалось отбить удар Ману Морланеса и принести таким образом победу своей команде.
В 1/8 финала Чемпионата Европы по футболу 2024 в Германии, на последних минутах второго экстра-тайма отбил удар словенского игрока Беньямина Шешко, будучи один на один, а в серии пенальти против сборной Словении, отбил подряд 3 мяча, чем значительно помог команде выйти в 1/4 финала. Таким образом, Кошта стал первым вратарём в истории чемпионатов Европы, который не пропустил в серии послематчевых пенальти.

## Личная жизнь
В мае 2025 года Диогу поделился радостной новостью о беременности своей возлюбленной, дизайнера Катарины Мачадо, а уже в ноябре 2025 года станет отцом очаровательного малыша Томаса. Кошта состоит в отношениях с избранницей с 2016 года. 

## Достижения
«Порту»
- Чемпион Португалии (2): 2019/20, 2021/22
- Обладатель Кубка Португалии (3): 2019/20, 2021/22, 2022/23
- Обладатель Суперкубка Португалии: 2020

Сборная Португалии (до 17 лет)
- Чемпион Европы (до 17 лет): 2016

Сборная Португалии
- Победитель Лиги наций УЕФА: 2024/25